# Freightliner Century Class
Le Freightliner Century Class est un modèle de camion qui a été produit par le constructeur de camions américain Freightliner depuis 1995 (en tant que modèle 1996) pour remplacer la série FLD, bien qu'il soit resté en production jusqu'en 2001.

## Galerie

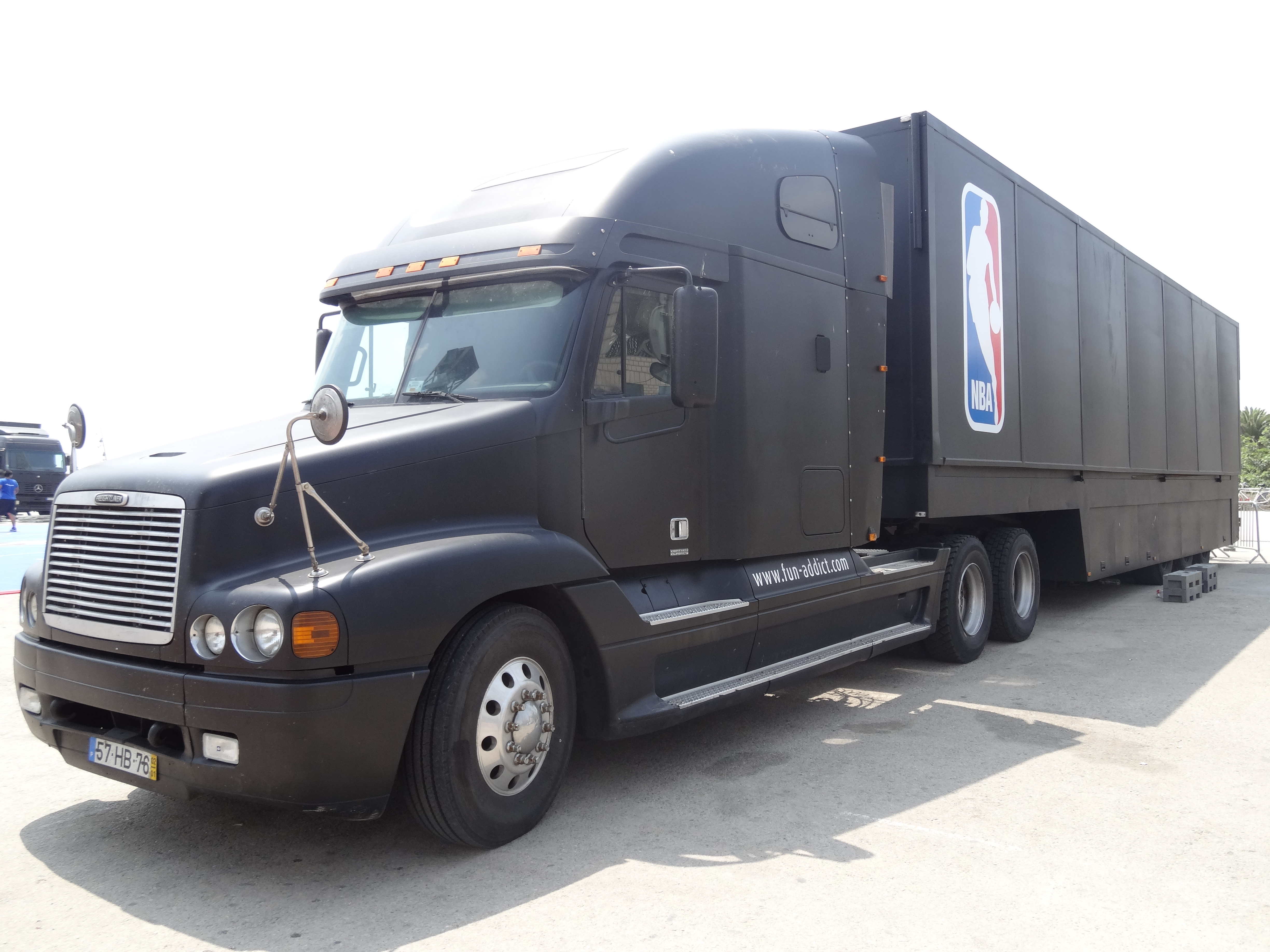
Un Century Class de la National Basketball Association, à Barcelone.
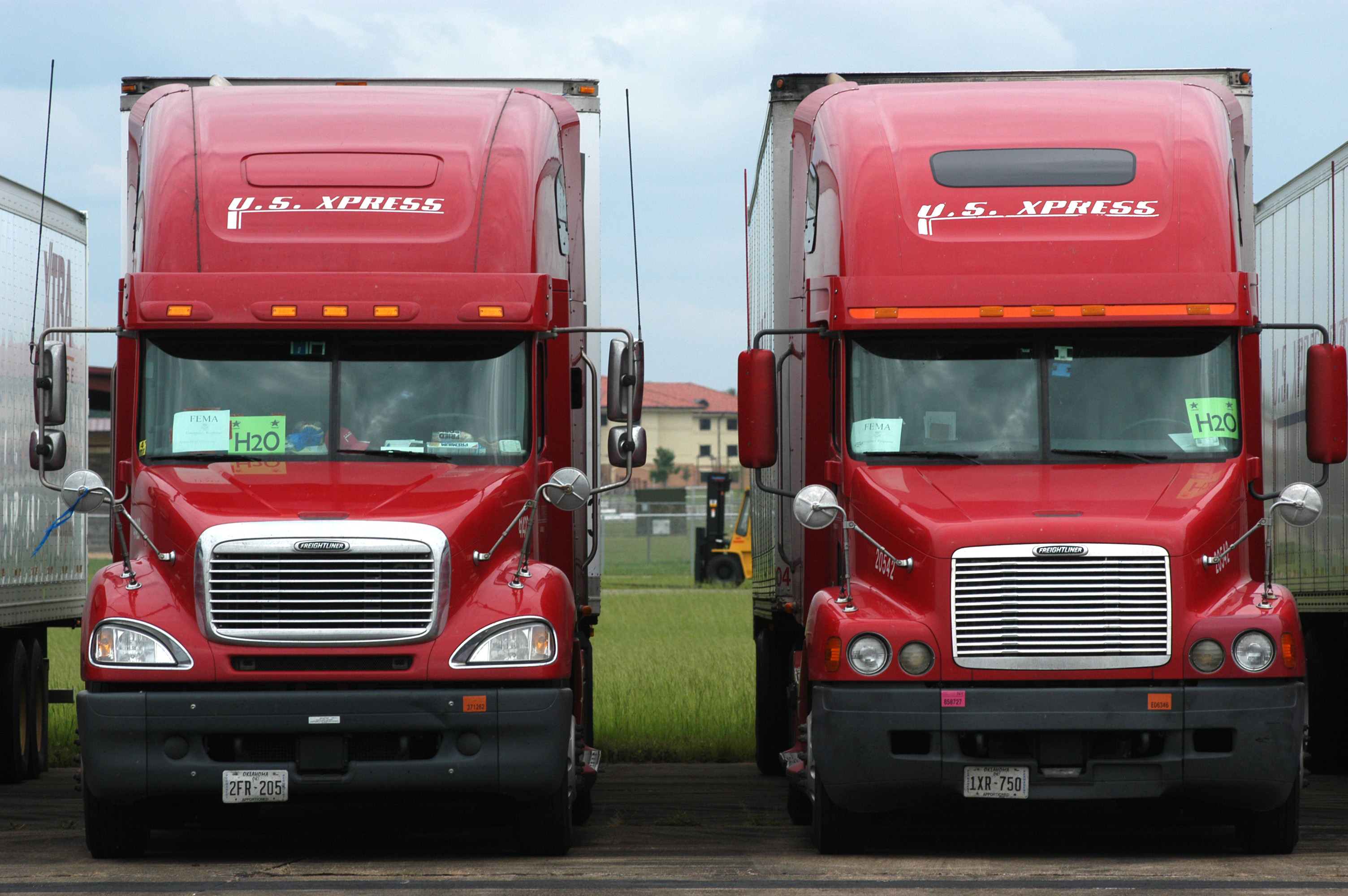
Un Century Class au coté d'un Columbia.
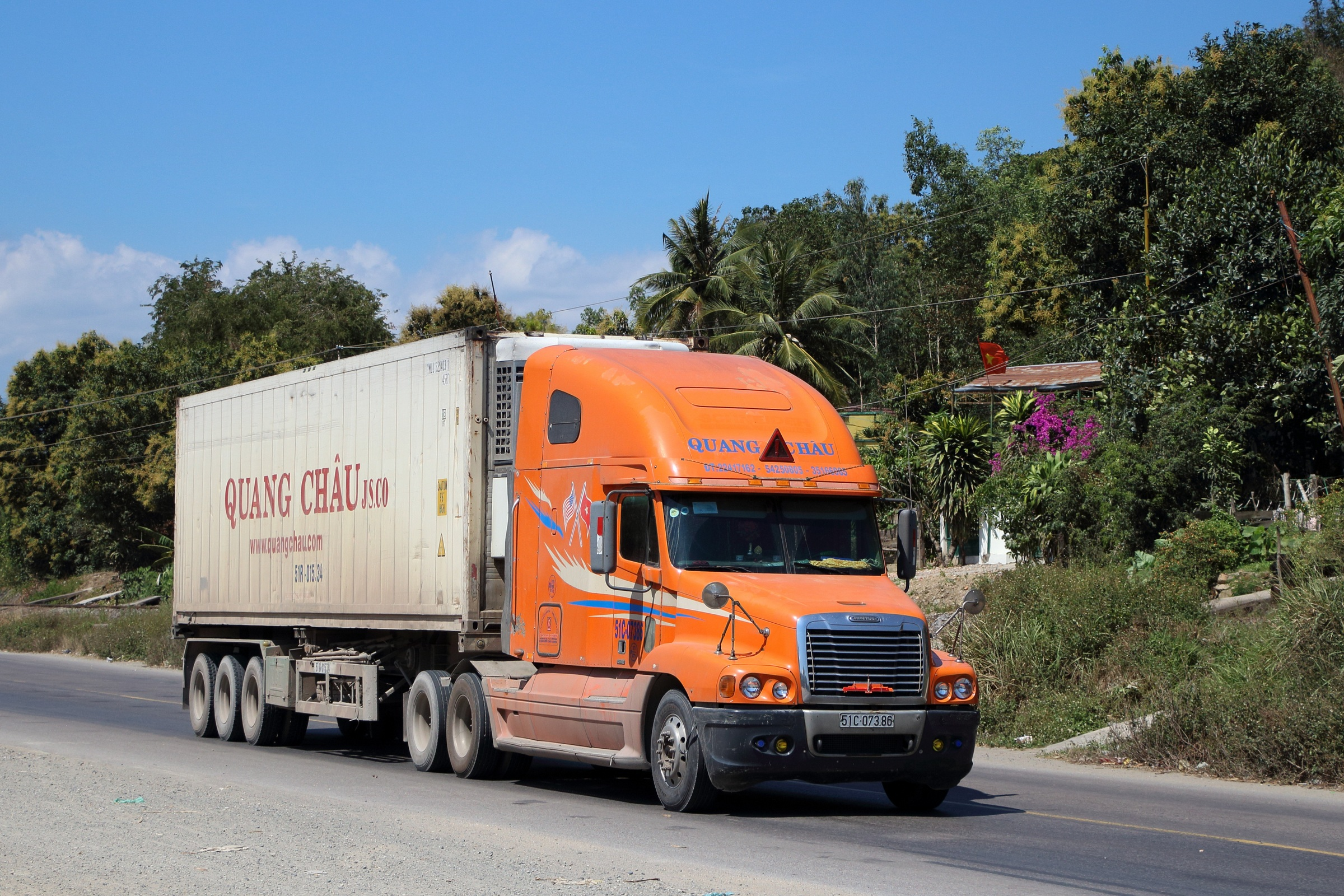
Un Century Class au Viêt Nam.